# Jolien Schukking
Jolien Schukking (* 9. August 1967 in Noordoostpolder) ist eine niederländische Juristin und Richterin am Europäischen Gerichtshof für Menschenrechte.

## Leben und Wirken
Schukking studierte ab 1987 Rechtswissenschaften an der Universität Leiden, wo sie 1992 mit dem Master of Laws ihr Studium abschloss. Von 1993 bis 1996 war sie in der Verwaltungsrechtsabteilung des Raad van State tätig. Ab 1998 war Schukking im niederländischen Außenministerium tätig und vertrat unter anderem die Regierung des Königreichs der Niederlande in Verfahren vor dem Europäischen Gerichtshof für Menschenrechte und anderen internationalen Gerichten. Daneben war sie Mitglied zahlreicher Ausschüsse betreffs Fragen des internationalen Rechts. 2006 wurde sie stellvertretende Richterin am Regionalgericht von Rotterdam, 2009 zudem Richterin am Regionalgericht von Utrecht. 2013 wechselte sie als Richterin an den Hohen Handelsgerichtshof der Niederlande.
Im Januar 2017 wurde Schukking als Nachfolgerin von Johannes Silvis als Vertreterin der Niederlande zur Richterin am Europäischen Gerichtshof für Menschenrechte gewählt. Sie trat ihre voraussichtlich bis 2026 dauernde Amtszeit am 3. April 2017 an. Zudem war sie als Gastdozentin an der Universität von Georgia sowie zahlreichen niederländischen Universitäten tätig.